# Ivan Chestakov
Ivan Chestakov (Oblast de Irkutsk, 13 de agosto de 1947) é um matemático russo com nacionalidade brasileira. 
Membro da Academia Brasileira de Ciências, Comendador da Ordem Nacional do Mérito Científico, membro da American Mathematical Society, Ivan é professor titular do Instituto de Matemática e Estatística da Universidade de São Paulo. Fez contribuições significativas para a área de de Álgebra não associativa e Geometria.

## Biografia
Ivan nasceu na aldeia siberiana de Zaval, no Oblast de Irkutsk, na União Soviética, em 1947. Em 1964, foi escolhido para cursar a Escola de Física-Matemática, em Novosibirsk. Finalizando o curso com a medalha de ouro, ingressou na Universidade Estadual de Novosibirsk, onde começou a estudar álgebra com mestres como Anatoly Shirshov.
Obteve mestrado sobre anéis de Jordan não-comutativos pelo qual recebeu várias medalhas do Ministério de Educação Superior e da Academia de Ciências da URSS. Ingressou como pesquisador estagiário No Instituto Sobolev de Matemática, em Novosibirsk, em 1970. Em 1973, defendeu o primeiro doutorado e um segundo, em 1978, em ciências, na área de álgebras alternativas livres. Entre 1981 e 1998 foi chefe do laboratório de anéis não-associativos da mesma instituição, além de ter sido seu secretário científico entre 1981 e 1984.
Em 1978 publicou o livro Rings that are nearly associative, obra que estimulou o desenvolvimento da teoria de álgebras não-associativas, tanto na Rússia, quanto em outros países. Entre 1974 e 1994 foi professor (associado, adjunto, titular) na Universidade Estatal de Novosibirsk. A convite da Universidade de São Paulo, visitou o Brasil em 1998, decidindo ficar no país, ingressando como professor titular no Instituto de Matemática e Estatística (IME) da USP.
Foi professor visitante e palestrante em diversas instituições universitárias pelo mundo, onde deu cursos sobre teoria de álgebras e superálgebras e suas representações. Em 1989, implantou as Conferências de Álgebra não-associativa e suas aplicações, que começaram na União Soviética e logo ficaram internacionais.
Orientou 23 alunos de mestrado e 14 de doutorado, supervisionou 8 pós-doutorandos. É membro do corpo editorial de ao menos sete revistas internacionais na área da matemática. É membro da Academia Brasileira de Ciências desde 2010, comendador da Ordem Nacional do Mérito Científico e em 2007 recebeu o Prêmio E. H. Moore de Artigo de Pesquisa da Sociedade Matemática Americana pela solução do Problema de Nagata sobre automorfismos de polinômios. É membro, desde de 2013, da Academia de Ciências para o Mundo em Desenvolvimento.